# Merrill Lynch
Merrill Lynch er et globalt finanseringsfirma, som blev grundlagt den 6. januar 1914. Firmaet yder forskellige typer global service så som investering, forsikring og formue håndtering. Firmaet har et ekstensivt netværk i hele den globale finansverden. Hovedkvarteret ligger i New York City.
Pga. den globale finansielle krise i 2008 overtog Bank of America firmaet den 14. september 2008, for at undgå de ellers ubehagelige følger af en konkurs.
| Firma | Spire Denne artikel om et firma eller en virksomhed i USA er en spire som bør udbygges. Du er velkommen til at hjælpe Wikipedia ved at udvide den. |